# 马匡六
馬匡六（英語：Kwan-Liu Ma, 1960年—）是一位美国华人计算机科学家。

## 生平
1959年出生于臺北市，1980年新埔工專(今聖約翰科技大學前身)電子科畢業，1986年获得犹他大学学士学位，1988年获得同校硕士学位。1993年获得同校博士学位。同年进入美国国家航空航天局兰利研究中心担任研究员，1999年担任加利福尼亞大學戴維斯分校计算机科学系副教授。2003年升任教授，2018年升任杰出教授。

## 荣誉
- 2000年被选为美国青年科学家与工程师总统奖。[2]
- 2012年被选为电气电子工程师学会会士。